# Plutodes korintjiensis
Plutodes korintjiensis är en fjärilsart som beskrevs av Louis Beethoven Prout 1929. Plutodes korintjiensis ingår i släktet Plutodes och familjen mätare. Inga underarter finns listade i Catalogue of Life.